# Lugovi (Maglaj, BiH)
Lugovi su naselje u općini Maglaj, Federacija BiH, BiH.

## Stanovništvo
Nacionalni sastav stanovništva 1991. godine, bio je sljedeći:
ukupno: 117
- Hrvati - 86
- Srbi - 30
- Jugoslaveni - 1